# 南北战争中的切罗基人

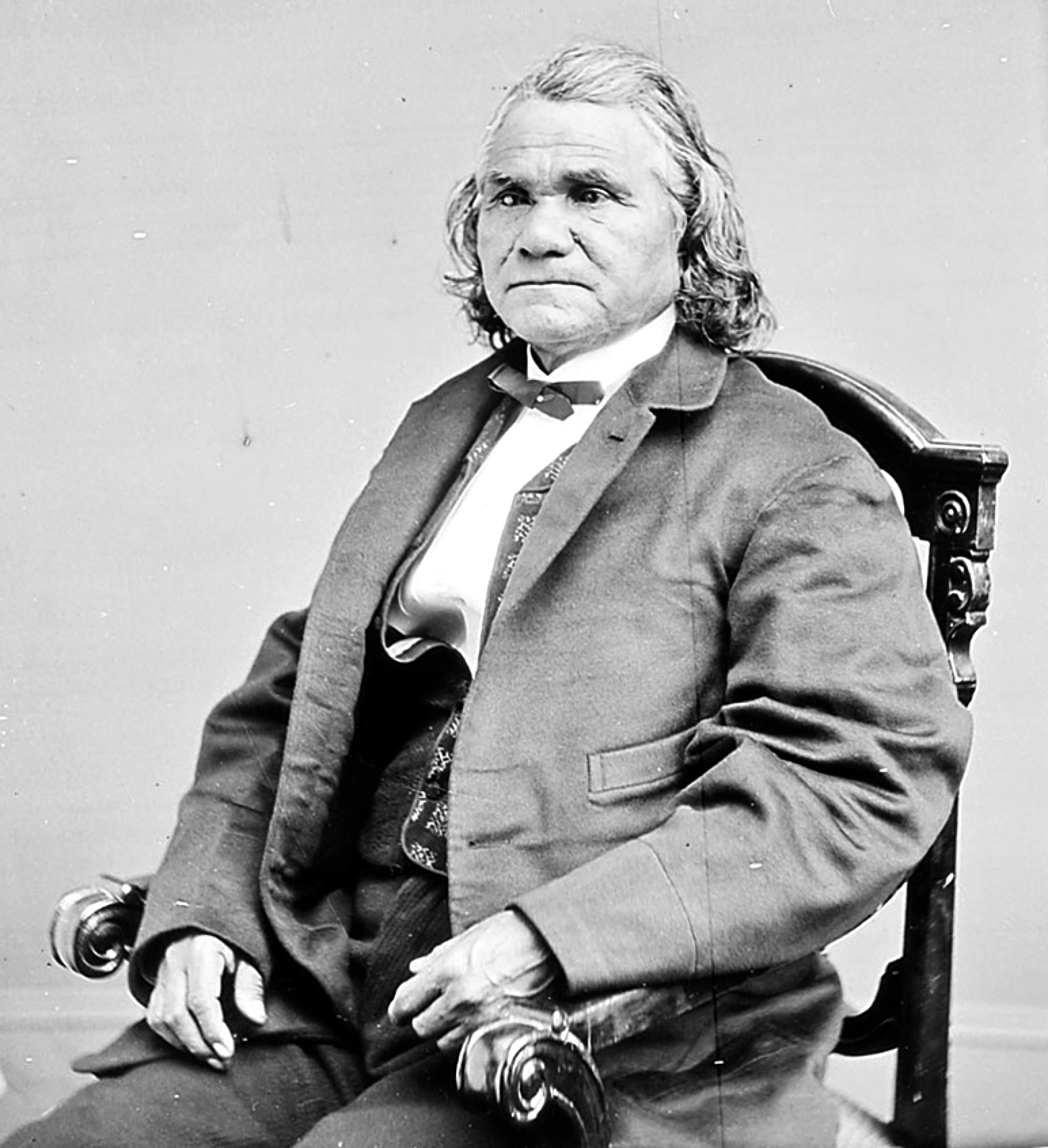
邦联准将斯坦·瓦提（Stand Watie），美国内战中唯一获得将军军衔的美洲印第安人

南北战争时期，切羅基人活跃于跨密西西比战区和西部战区。切罗基人与联盟国结盟，以求募集资金，并最终能被承认为一个独立的主权国家。在东部，威廉·霍兰德·托马斯（ William Holland Thomas）指挥联盟军切罗基部队，阻止了试图通过北卡罗来纳州西部和田纳西州东部的阿巴拉契亚山口的联邦军。在西部，联盟军的切罗基人斯坦·瓦提（Stand Watie）领导了主要由土著印第安人组成的部队，在印第安领地地区活动。

## 背景
在印第安人被迁移之前，切罗基族（Cherokee Nation）集中居住在蓝岭山脉及其周围地区，包括北卡罗来纳州西南部，田纳西州东南部，南卡罗来纳州西部和乔治亚州东北部。切罗基曾希望能通过美国联邦司法系统来表达他们对迁移政策的不满。 1830年，由约翰·罗斯（John Ross）酋长率领的代表团试图在美国最高法院的切罗基族诉佐治亚州案中伸张自己的权利。这场官司在印第安地区开创了先例，但最终依然徒劳无功，切罗基人被迫走上眼泪之路。在密西西比河以西的地方，切罗基重建了自己的家园，而在蓝岭山脉中依然能发现一些切罗基人。
切罗基人将自己的被迫迁徙归咎于联邦政府和美国前总统安德鲁·杰克逊。他们在搬离阿巴拉契亚家之前过着“南方模式”的生活。切罗基社会在前南北战争时期一直以奴隶制为主，其法律明确禁止“黑人奴隶”和后来的“有色人种”成为公民。切罗基人试图将自己定义为与白人有同等地位的人种，其司法机构和立法机构通过了类似的有关种族和奴役地位的法律，排斥非白人和非印第安裔群体、尤其是黑人。在文化和法律上，切罗基与那些将要脱离联邦的州很相近。1860年威廉·西沃德（William Seward）代表林肯竞选时表示将为白人开放印第安领土，招来了切罗基人对北方人的厌恶。这些都为切罗基与联盟国结盟铺平了道路。

## 跨密西西比战区

切罗基将军斯坦·瓦提悬挂的切罗基勇士旗。

切罗基酋长约翰·罗斯坚称合众国并未解体。然而，切罗基的另一位领导人斯坦·瓦提加入了同盟军，并于1861年6月1日开始招募全印第安人的部队。纯血统的切罗基人倾向于支持罗斯（他主要是苏格兰血统），而混血的切罗基人则支持斯坦·瓦提（他是3/4切罗基血统）。在1862年，斯坦·沃提当选为新成立的南切罗基国酋长。
在战争期间，切罗基人在印第安领地上进行了一系列小型战斗和游击战。1865年6月25日，印第安领地东南部的陶森堡（Fort Towson）战斗结束时，斯坦·瓦提成为了最后一位结束战斗的同盟国将军。根据停战协定的条款，瓦提和他的指挥的跨密西西比第1印第安旅不用投降，而是带着武器复员回家 。

### 人员组织
内战期间，切罗基族大约有21,000名族人，其中3,000人在联盟军担任士兵。 
- 切罗基第1骑步枪团
- 切罗基第1骑兵团
- 切罗基第2骑兵团
- 切罗基第3骑兵团
- 切罗基团（特殊任务）
- 游击队切罗基第1营
- 切罗基第2炮兵队
- 切罗基特别任务营
- 斯卡尔的切罗基骑兵营
- 迈耶的切罗基骑兵营
- 切罗基步兵营
- 切罗基志愿骑兵第1中队

### 战役和战斗
- 威尔逊河战役（1861年8月10日）
- 鸟溪战役（1861年12月9日）
- 丘斯泰纳拉战役（1861年12月26日）
- 豌豆岭战役（1862年3月6-8日）
- 普莱利格鲁夫战役（1862年12月7日）
- 蜂蜜泉战役（1863年7月17日）
- 第一次卡宾溪战役（1863年7月1日至1863年7月2日）
- 威廉姆斯蒸汽船伏击战（1864年6月15日）
- 史密斯堡战役（1864年7月31日）
- 第二次卡宾溪战役（1864年9月19日）

## 西部战区

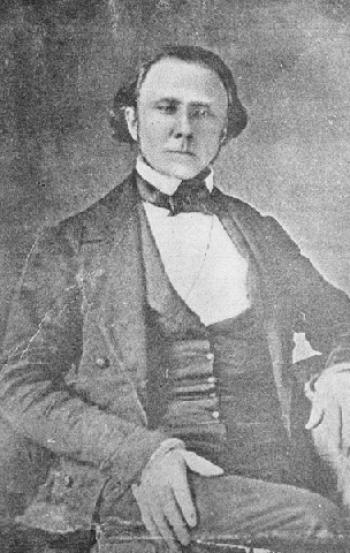
威廉·霍兰德·托马斯（William Holland Thomas）是这个著名军团的指挥官

托马斯军团最初驻扎在田纳西州的诺克斯维尔草莓平原，由归化为切罗基人的欧洲裔美国人威廉·H·托马斯（William H. Thomas）领导。他们的主要职责是保护明矾洞，并骚扰入侵田纳西州的联邦部队。 1862年6月，托马斯在田纳西州查塔努加短暂工作时，亲自俘虏了一名联邦士兵。此后，他的每个人都誓言要在战争结束之前俘获至少一名“北方佬”。 
由于1862年9月15日的行动，该军团赢得了糟糕的名声。当试他们图通过浸信会山口制止联邦军前进时，切罗基人中颇受欢迎的领导者阿斯托加赫托赫（Astoogahtogeh）在进攻中阵亡。剩下的切罗基人被激怒了，发誓要报仇。为了报复，切罗基在战后割去了阵亡联邦士兵的头皮。在报纸报道了这一事件之后，联邦士兵很害怕切罗基人。但托马斯担心切罗基部队的声誉收到影响，因为他不希望自己的人被视为野蛮人。头皮最终被送还，与死去的士兵一起被埋葬。
1864年2月，托马斯的许多人被俘后，一些人被联邦说服，开始为联邦而战。另一些人回到托马斯身边，告诉他联邦官员为托马斯的头皮悬赏5,000美元。此后，许多人被派往弗吉尼亚战斗，其中一些人还出现在阿波玛托克斯法院罗伯特·李将军的投降仪式上。 其余的部队继续战斗，直到1865年5月10日北卡罗来纳州西部地区的指挥官向联邦指挥官投降为止。

### 人员组织
1861年5月，威廉·托马斯一开始从北卡罗来纳州的Quallatown地区招募切罗基人。前两个连主要由印第安士兵组成。他们被称为祖那拉斯佳祖阿福斯（Junaluska Zouaves）。托马斯的部队有时被称为“切罗基印第安人和高地居民的托马斯团”，或者叫托马斯军团。他们后来被确立为北卡罗来纳第69军团。
- 北卡罗莱纳第69军团[12]
  - 司令部和参谋：威廉·托马斯上校，詹姆斯·R·洛夫中校，威廉·W·斯特林菲尔德少校，路德·C·梅（副官），詹姆斯·W·特雷尔（AQM），约翰·W·劳林（外科医生）和希西家（牧师）
  - 连：A连（詹姆斯·W·特雷尔上尉），B连（通用·汉克斯上尉），C连（以利沙·G·约翰逊上尉），D连（威廉·B·爱夫上尉），E连（朱利叶斯·韦尔奇上尉）， F连（JM McConnell上尉），G连（Daniel G. Fisher上尉），H连（Thomas J. Cooper上尉，James W. Cooper上尉），I连（Willis Parker上尉，Joseph A. Kinsey上尉），K连（托马斯·A·巴特勒上尉）
  - 总计：1,125人[13]

## 后续

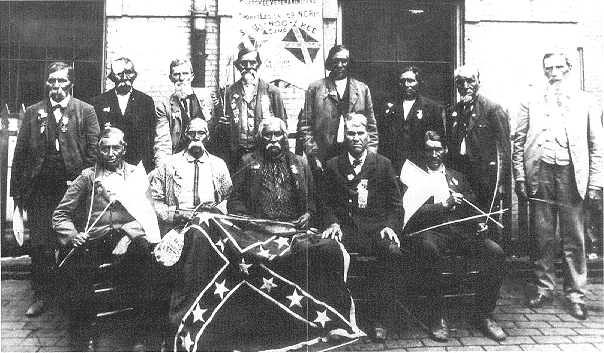
1903年，切罗基联盟军在新奥尔良举行聚会。

战后，东部切罗基人遭受了严重的天花疫情。托马斯和他的许多追随者背负着沉重的债务，以至于联邦政府承认东部部落与西部部落是两个分开的部落，并且向切罗基的债权人提起诉讼，实际上将对切罗基的保护权转移到了联邦政府。 
在西部，战争结束时，随着联邦的胜利，联邦中的切罗基人制定了从联盟切罗基人手中没收土地的政策。联邦政府则向切罗基同盟承诺，没收土地的法律是无效的。这归功于印第安事务局专员D·N·库利（Cooley），他利用了以罗斯和瓦蒂为代表的切罗基族的内部分裂。库利甚至不惜将罗斯描绘成叛徒，即使罗斯一直是联邦的拥护者。切罗基人被迫将其奴隶纳入部落，并允许白人在其土地上定居。实际上，由于切罗基人的分裂和库利的操纵，切罗基人经历了最悲惨的重建。

### 纪念碑
二十世纪初，为纪念切罗基人的参战，一些纪念碑被建造起来。 

## 扩展阅读
- Confer, Clarissa, , University of Oklahoma Press, 2007, ISBN 978-0-8061-3803-9
- Dale, Edward Everett. . The Journal of Southern History. 1947, 13 (2): 159–185. JSTOR 2197976. doi:10.2307/2197976.
- Fisher, Paul Thomas. "Confederate empire and the Indian treaties: Pike, McCulloch, and the Five Civilized Tribes, 1861–1862" (MA thesis Baylor U. 2011). online （页面存档备份，存于）; bibliography pp 107–19.
- Gibson, Arrell, , University of Oklahoma Press, 1981, ISBN 0-8061-1758-3
- Hauptman, Laurence M.  First. New York: Free Press. 1995. ISBN 9780029141809 （英语）.
- Johnston, Carolyn. . The University of Alabama Press. 2003  [2021-01-26]. ISBN 9780817384661. （原始内容存档于2020-11-02） （英语）.
- Moore, Jessie Randolph. "The Five Great Indian Nations: Cherokee, Choctaw, Chickasaw, Seminole, and Creek: The Part They Played in Behalf of the Confederacy in the War Between the States." Chronicles of Oklahoma 29 (1951): 324-336.
- Rozema, Vicki, , John F. Blair, 2007, ISBN 978-0-89587-346-0
- Thomsen, Paul A.  1st. New York: Forge Books. 2004. ISBN 0765309580 （英语）.